# 岡祖爾古省
岡祖爾古省（法語：Ganzourgou）是布基納法索高原-中部大區東部的一個省，面積4,178平方公里。2006年人口319,830人。首府佐爾戈。
本區下轄八縣。